# Augur Au-29
Das Augur Au-29 Sjablik (russisch Авгуръ Au-29 Зяблик) ist ein einsitziges Heißluft-Luftschiff. Es wird in der FAI-Klasse BX-2 (Heißluftschiffe 400 to 900 m³) eingeordnet.
Vertrieben wird es von der russischen Firma Augur Aerostatic Systems.
Daten:
- Volumen: 860 m³
- Durchmesser: 8 m
- Länge: 24 m
- max. Windgeschw. für Einsatz: 3 m/s
- Nutzlast: 150 kg
- Höchstgeschwindigkeit: 40 km/h

Am 2. April 2005 stellte das Au-29 Sjablik (Buchfink) in der Nähe von Moskau mit 46 min und 38 s einen FAI-Weltrekord für die längste Flugdauer in seiner Klasse auf.